# Hello (minialbum NU’EST)
Hello (kor. 여보세요 Yeoboseyo) – drugi minialbum południowokoreańskiej grupy NU’EST, wydany 13 lutego 2013 roku przez Pledis Entertainment. Płytę promował główny singel o tym samym tytule. Album sprzedał się w liczbie 25 236 egzemplarzy (stan na wrzesień 2017 roku).

## Lista utworów
| CD | CD                                                                                  | CD                | CD                                         | CD                                  | CD      |
| Nr | Tytuł utworu                                                                        | Tekst             | Kompozycja                                 | Aranżacja                           | Długość |
| -- | ----------------------------------------------------------------------------------- | ----------------- | ------------------------------------------ | ----------------------------------- | ------- |
| 1. | „Yeoboseyo” (kor. 여보세요, ang. Hello)                                             | Son Joo-young     | Son Joo-young, Hyun Jae-wook, Kim Tae-hoon | Hyun Jae-wook, Kim Tae-hoon, G-Slow | 3:29    |
| 2. | „Hello Hello”                                                                       | Hanjun            | Lee Yoo-jin                                | Lee Yoo-jin                         | 3:20    |
| 3. | „Neone nuna sogaesikyeojwo” (kor. 너네 누나 소개시켜줘, ang. The Girl Next Door)    | Jiyong-iwa Beomju | Jiyong-iwa Beomju                          | Jiyong-iwa Beomju                   | 3:36    |
| 4. | „Jogeumman” (kor. 조금만, ang. A Little Bit More...) (feat. Yoon Han (Pop Pianist)) | Hanjun            | Lee Yoo-jin                                | Lee Yoo-jin                         | 3:47    |
| 5. | „Beautiful Solo”                                                                    | C-no              | Iggy, Seo Young-bae                        | Iggy, Seo Young-bae                 | 3:07    |

## Notowania
| Lista                   | Najwyższa pozycja |
| ----------------------- | ----------------- |
| Gaon Weekly Album Chart | 3                 |